# Głuszków
Głuszków (ukr. Глушків, Hłuszkiw) – wieś na Ukrainie, w obwodzie iwanofrankiwskim, w rejonie horodeńskim. W 2001 roku liczyła 1171 mieszkańców.

## Historia
Pierwsza wzmianka o wiosce pojawia się w 1472 roku. 
W II Rzeczypospolitej wieś Głuszków stanowiła początkowo oddzielną gminę wiejską. 1 sierpnia 1934 roku w ramach reformy na podstawie ustawy scaleniowej została włączona do gminy wiejskiej Czerniatyn w powiecie horodeńskim, w województwie stanisławowskim. W 1921 roku gmina liczyła 1118 mieszkańców (558 kobiet i 550 mężczyzn) i znajdowały się w niej 264 budynki mieszkalne. 972 osoby deklarowały narodowość rusińską, 139 – polską, 7 – żydowską. 988 osób deklarowało przynależność do wyznania greckokatolickiego, 95 – do rzymskokatolickiego, 35 – do mojżeszowego. Obszar dworski Głuszkowa liczył 32 mieszkańców (15 kobiet i 17 mężczyzn) i znajdowały się w nim 3 budynki mieszkalne. 21 osób deklarowało narodowość polską, 7 – rusińską, 4 – żydowską. 21 osób deklarowało przynależność do wyznania rzymskokatolickiego, 7 – do greckokatolickiego, 4 – do mojżeszowego.
W październiku 1938 poświęcono nowo wybudowany Dom Strzelecki w Głuszkowie.